# Reuzenroofworm
De reuzenroofworm (Chaetogaster diaphanus) is een ringworm uit de familie van de Naididae. De wetenschappelijke naam van de soort is voor het eerst geldig gepubliceerd in 1828 door Gruithuisen.